# Copper Mountain (Colorado)
Copper Mountain es un lugar designado por el censo ubicado en el condado de Summit en el estado estadounidense de Colorado. En el Censo de 2010 tenía una población de 385 habitantes y una densidad poblacional de 4,64 personas por km².

## Geografía
Copper Mountain se encuentra ubicado en las coordenadas 39°28′37″N 106°12′4″O / 39.47694, -106.20111. Según la Oficina del Censo de los Estados Unidos, Copper Mountain tiene una superficie total de 83.01 km², de la cual 83.01 km² corresponden a tierra firme y (0%) 0 km² es agua.

## Demografía
Según el censo de 2010, había 385 personas residiendo en Copper Mountain. La densidad de población era de 4,64 hab./km². De los 385 habitantes, Copper Mountain estaba compuesto por el 89.87% blancos, el 3.38% eran afroamericanos, el 1.3% eran amerindios, el 1.56% eran asiáticos, el 0.26% eran isleños del Pacífico, el 1.3% eran de otras razas y el 2.34% pertenecían a dos o más razas. Del total de la población el 6.49% eran hispanos o latinos de cualquier raza.